# Echeneos
Echeneos (Ἐχένηος) – mądry dostojnik na rządzonej przez Alkinoosa wyspie Feaków. Najstarszy i najwymowniejszy z nich.
Dwukrotnie wzmiankowany w Odysei [Hom. Od. VII, 155; XI, 341] – po raz pierwszy, gdy zwraca się do Alkinoosa z prośbą, by godnie ugościł Odyseusza, który dopiero co przybył na wyspę. Po raz drugi wspierając królową w prośbie o bogate wyposażenie kończącego właśnie opowieść Odyseusza, gdy będzie on opuszczać wyspę.